# Lorenzo Reyes
Pour les articles homonymes, voir Lorenzo Reyes.
Lorenzo Reyes, né le 13 juin 1991 à Santiago, est un footballeur chilien qui joue au poste de milieu de terrain au sein du Deportivo Ñublense.
Lorenzo Reyes, surnommé Lolo, est international avec l'équipe du Chili depuis 2011.

## L'Espagne avec le Real Betis
Le 9 juin 2013, Lorenzo Reyes est officiellement transféré en Espagne ou il découvrira la Liga BBVA avec le Real Betis pour une somme avoisinant les 900 000 euros.

## Palmarès

### CD Huachipato
- Championnat du Chili (2)
  - Vainqueur : 2012